# Bíborfekete hagyma
A bíborfekete hagyma (Allium atropurpureum) az egyszikűek (Liliopsida) osztályában a spárgavirágúak (Asparagales) rendjébe, ezen belül a amarilliszfélék (Amaryllidaceae) családjába tartozó faj.

## Elterjedése
Jellemzően a mérsékelt éghajlatú területeken fordul elő. Magyarországon főként a Tiszántúlon nő, de ott sem gyakori. Újabban Vas vármegyében is terjed, valamint a Gödöllői-dombság területén él.

## Megjelenése
30–100 cm magasra is megnőhet. 1–3 cm széles levelének a széle érdes. A levelek erei párhuzamosak. Virágjának lepellevelei csillagszerűen szétterülnek.

## Életmódja
Évelő növény. Természetes élőhelyein a sztyepprétek zavarástűrő faja. Magyarországon leginkább kalászos vetésekben, mezsgyéken nő. Május–júniusban virágzik.

## Képek

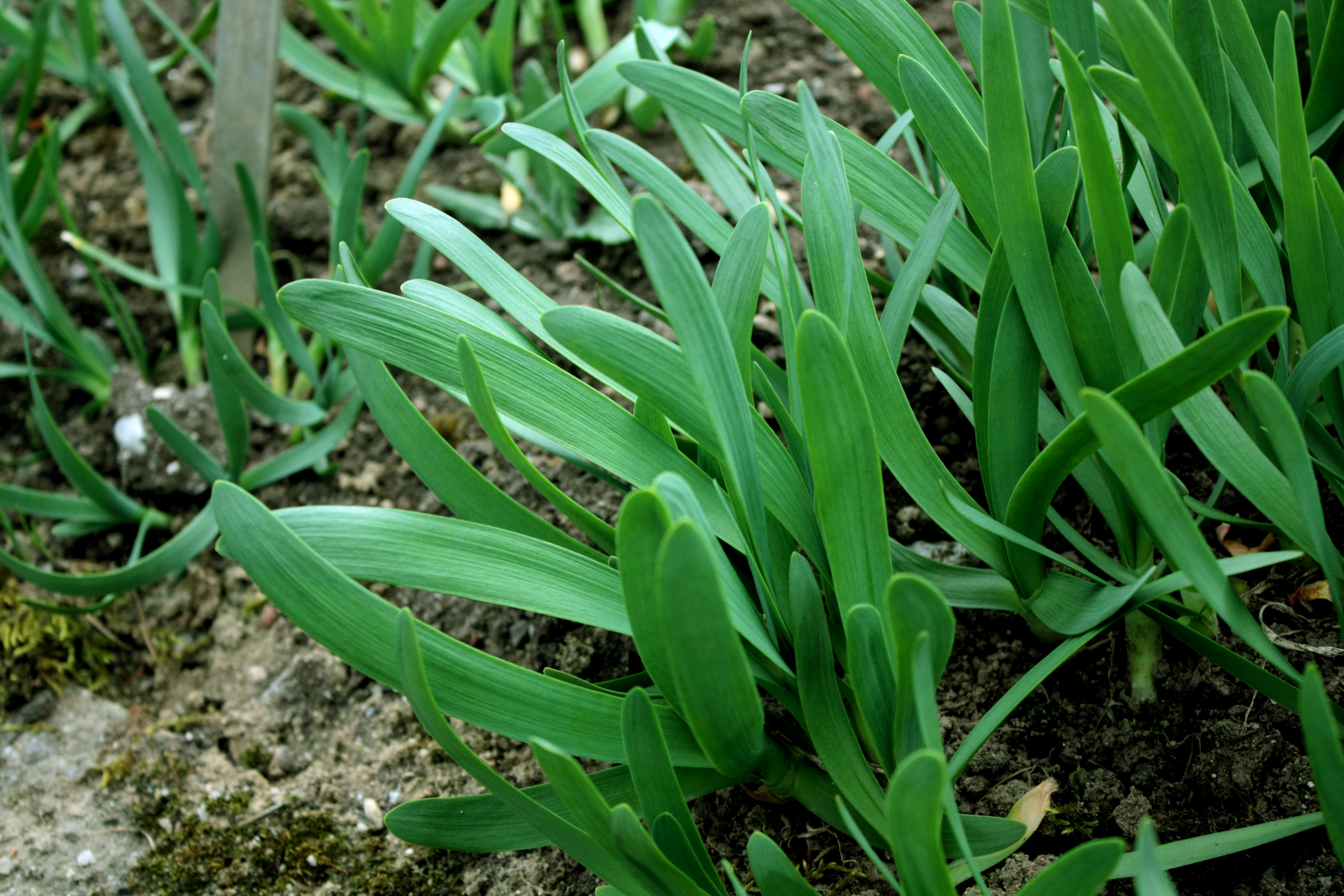
Levele
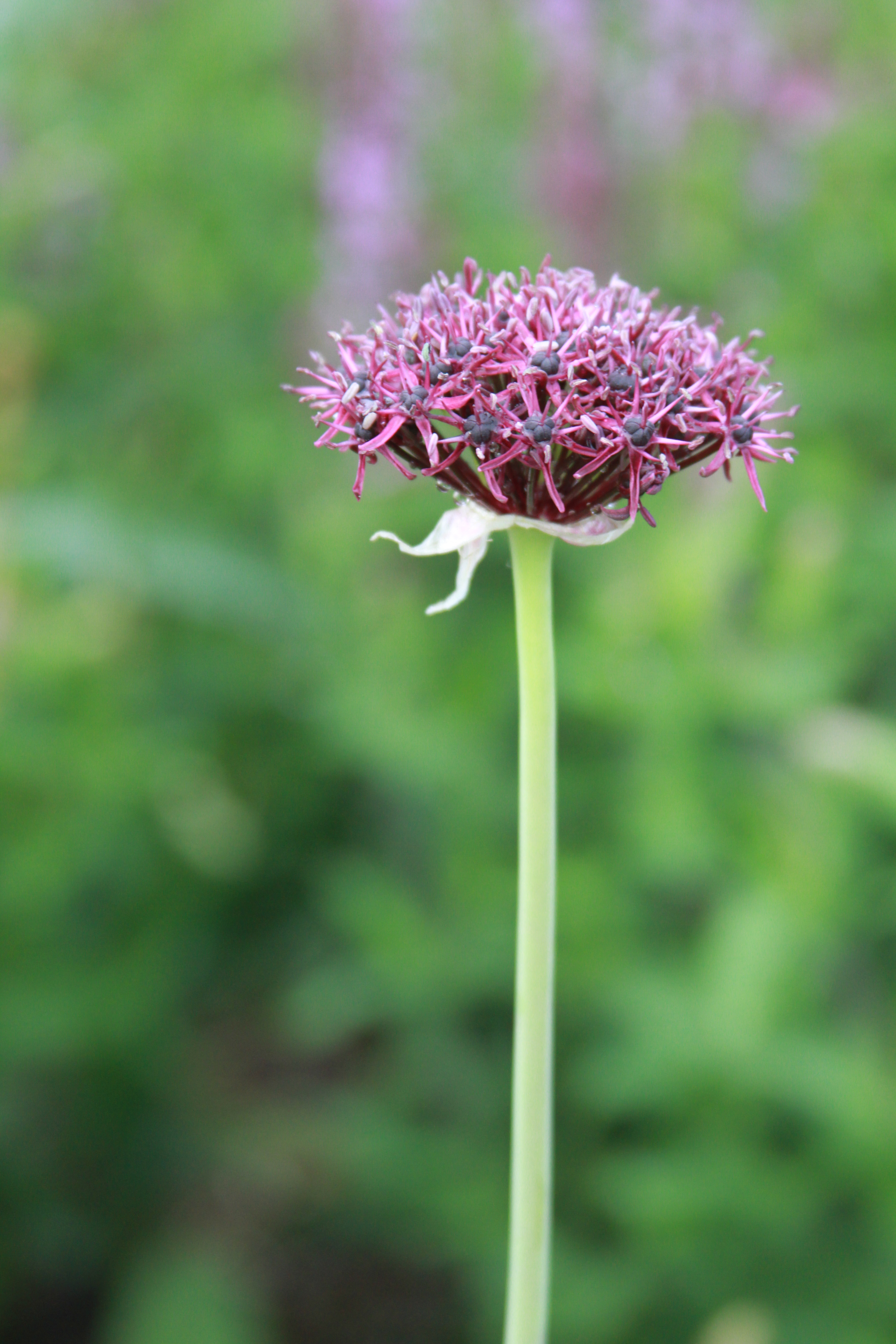
Virágzata